# Бельский, Иван Иванович
Ива́н Ива́нович Бе́льский, Бельской, Белский (6 (17) января 1719, Санкт-Петербург — 13 (24) января 1799, там же) — русский живописец, представитель художественной династии Бельских; ассоциированный член — «назначенный» Императорской Академии художеств (c 1769).

## Биография

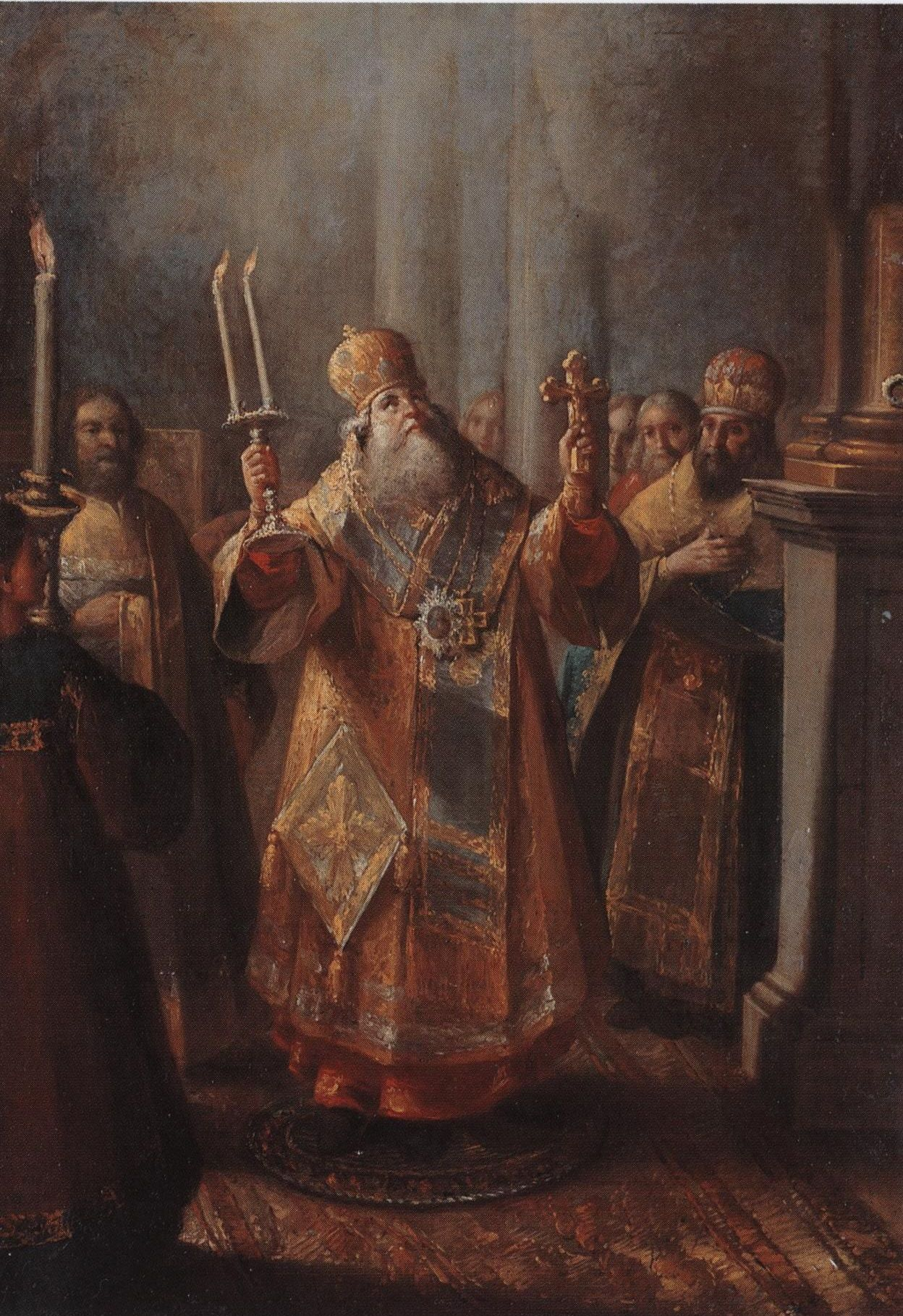
«Архиерей во время служения литургии» (1770)

Представитель рода Бельских. Вместе с братьями Алексеем и Ефимом был зачислен с середины 1740-х годов в Канцелярию от строений, где учился у Джироламо Бона, И. Я. Вишнякова, работал под руководством мастеров итальянского барокко Джироламо Бона, с 1747 года вместе с Джузеппе Валериани и  Антонио Перезинотти над росписями плафонов и десюдепортов в Ораниенбауме, Екатерининском дворце в Царском Селе (1753—1755), Большом Петергофском дворце и здании Зимнего дворца в столице (1765—1769). Писал иконы для церкви Зимнего дворца (1764)  и для собора Александро-Невской лавры.
Работал над оформлением интерьеров императорских резиденций (в частности, в Большом Петергофском дворце) и дворцовых церквей; создавал театральные декорации. 29 июля 1769 года общим согласием Академии художеств был избран назначенным в академики.
Впоследствии руководил мозаичной мастерской, основанной Михаилом Ломоносовым. С оригиналов И. И. Бельского Иоганн Штенглин гравировал известную серию из 18 портретов русских государей.
Живописных работ сохранилось очень мало. Наиболее известны из них две, обе в Третьяковской галерее: «Архиерей во время служения литургии» 1770 года — одна из первых жанровых картин в русском искусстве; «Голова апостола Петра» 1783 года.